# Fort de Trondes
Le fort de Trondes, appelé à l'origine la batterie ouest du fort de Lucey, est un ouvrage fortifié situé sur la commune de Lucey, dans le département de Meurthe-et-Moselle.

## Le fort originel
Construit à l'extrémité ouest du plateau de Lucey, il permettait de contrôler plus efficacement le passage vers Trondes.

### Dates de construction (1875-1878)
- Ordre d'étude de l'ouvrage : 22 avril 1875
- Approbation du projet par le ministre : 17 septembre 1875
- Adjudication des travaux : 11 juin 1875
- Décret d'utilité publique et d'urgence :4 décembre 1874
- Commencement des travaux : 3 juillet 1875
- Achèvement de l'ouvrage : 15 mai 1878

### Coût estimatif de l'ouvrage
Le montant total est estimé à 783 900 francs
- acquisitions : 38 000 F
- travaux : 745 900 F

### Armement
L'armement total s'établit à 16 pièces d'artillerie.Le fort disposait dans ses magasins de 50 tonnes de poudre.
- Pièces sous tourelle :néant
- Pièces sous casemate :néant
- Pièces de rempart : 6
- Mortiers :2
- Pièces de flanquement : 8

### Casernement
Le fort pouvait accueillir 192 hommes. Une infirmerie de 12 hommes était présente. Il y avait 2 fours à pain de 300 rations. L'approvisionnement en eau était assuré par deux citernes pour une contenance totale de 200 m3 et une source de 8 m3.
- Officiers :      10
- Sous-officiers : 12
- Soldats :       170

## La modernisation
Modernisation de la caserne par bétonnage en 1888-1889.

### Programme 1900
- Restructuration complète du fort : 1906-1909
- Armement : 1 tourelle de 75, 1 tourelle de mitrailleuses, 2 observatoires

### Garnison et armement en 1914
- 1 compagnie d'infanterie (168e régiment d'infanterie),

L'ouvrage disposait de 322 places protégées dans les casemates, 24 places semi-protégées 
- 92 artilleurs( 6e régiment d'artillerie à pied),

Outre l'armement sous tourelle, 4 canons revolvers et 4 canons de 12 culasse pour la défense des coffres, 2 mortiers de 22 et 4 mortiers de 15.

## État actuel
À l'abandon et en friche, cuirassements absents.